# 이란의 국장

이란의 국장

이란의 국장은 1980년 5월 9일 루홀라 호메이니에 의해 제정되었다. 아랍 문자로 "알라"를 형상화한 디자인으로, 네 개의 곡선과 한 개의 칼로 이루어져 있다. 네 개의 곡선은 "알라"를 나타내는 문자를 형상화했으며, 다섯 개의 부분은 이슬람교의 교리를, 칼은 국력과 독립국임을 의미한다.
또한 이란의 국장은 붉은 튤립을 형상화하기도 했는데, 이는 이란을 위해 희생한 젊은이를 추모한다는 것을 뜻하며, 붉은색은 순교자의 피를 뜻한다.

## 역대 이란의 국장

페르시아 제국의 국장 (1423년 ~ 1907년)
페르시아 제국의 국장 (1907년 ~ 1925년)
이란의 국장 (1979년 ~ 1980년)

## 기타
이란의 국장은 유니코드에 포함되어 있으며, 코드 번호는 U+262B(☫)이다.

## 같이 보기
- 이란의 국기